# Tsinimoipanga
Tsinimoipanga (ou Ntsinimoipanga) est une ville comorienne située dans le sud-est de l'île de la Grande Comore (Ngazidja), dans la commune de Domba. Au recensement de 1991, elle avait 2019 habitants.
Les habitants de Tsinimoipanga se nomment  Tsinimoipangais, Tsinimoipangaises.